# 2 декември
2 декември е 336-ият ден в годината според григорианския календар (337-и през високосна година). Остават 29 дни до края на годината.

## Събития
- 1375 г. – Българският монах Киприан е ръкоположен за митрополит на Киев и Литва.
- 1804 г. – Наполеон Бонапарт е коронован в катедралата Нотр Дам за император на Франция.

- 1805 г. – Армията на Наполеон Бонапарт удържа голяма победа в битката при Аустерлиц срещу обединената армия на Русия и Австрия.
- 1848 г. – Австрийският император Фердинанд I абдикира и за император е провъзгласен неговият племенник Франц Йосиф I.
- 1852 г. – Установена е Втората империя във Франция, начело с Наполеон III, след премахването на Втората република.
- 1857 г. – Руският император Александър II слага началото на т.нар. Селска реформа в Русия – премахване на крепостното право.
- 1857 г. – Основан е чешкият футболен клуб СК Славия в Прага.
- 1915 г. – Алберт Айнщайн публикува знаменитата си Теория на относителността.
- 1927 г. – Лев Троцки е изключен от болшевишката партия на СССР с мотив „антипартийна дейност“.
- 1946 г. – САЩ и Великобритания обединяват окупираните от тях зони в Западна Германия, наричайки тази територия Бизония; през 1948 г. е присъединена френската окупационна зона, образувайки Тризония, върху която територия през 1949 г. е създадена Федерална република Германия.
- 1961 г. – Студената война: В свое изказване кубинският лидер Фидел Кастро обявява, че е последовател на идеите на Карл Маркс и Ленин и че Куба ще приеме като форма на управление комунизма.
- 1971 г. – Сформирана е федерацията Обединени арабски емирства.
- 1975 г. – Кралят на Лаос е принуден да абдикира, страната е обявена за народна република, а денят се чества като национален празник.
- 1982 г. – В университета на Юта 61-годишният зъболекар Барни Кларк става първият човек, на когото е присадено изкуствено сърце (той живее 112 дни с него).
- 1989 г. – Започва срещата край Малта, белязала края на Студената война.
- 1995 г. – Изстрелян е космическият апарат СОХО (съкратено от английски „Слънчева хелиосферна обсерватория“) по съвместна мисия на ЕКА и НАСА.
- 1996 г. – Пуснат е в експлоатация първият реактор на АЕЦ „Черна вода“.

## Родени
- 1578 г. – Агостино Агацари, италиански композитор († 1640 г.)
- 1825 г. – Педро II, император на Бразилия († 1891 г.)
- 1848 г. – Стефан Любомски, български военен деец († 1902 г.)
- 1859 г. – Жорж Сьора, френски художник († 1891 г.)
- 1881 г. – Джефри Лорънс, британски юрист († 1971 г.)
- 1883 г. – Марко Рясков, български икономист и министър († 1972 г.)
- 1884 г. – Яхия Кемал Беятлъ, турски поет и политик († 1958 г.)
- 1897 г. – Иван Баграмян, руски и съветски маршал от арменски произход († 1982 г.)
- 1901 г. – Недялка Симеонова, българска цигуларка, музикален педагог († 1959 г.)
- 1921 г. – Лола Гаос, испанска актриса († 1993 г.)
- 1923 г. – Александър Николаевич Яковлев, съветски историк († 2005 г.)
- 1923 г. – Мария Калас, американска и гръцка оперна певица († 1977 г.)
- 1930 г. – Гери Бекър, американски икономист, Нобелов лауреат през 1992 г. († 2014 г.)
- 1934 г. – Тарчизио Бертоне, държавен секретар на Ватикана
- 1944 г. – Ибрахим Ругова, президент на Косово († 2006 г.)
- 1944 г. – Атанас Стоев, български акордеонист, композитор, аранжор, текстописец и певец
- 1944 г. – Бото Щраус, германски писател и драматург
- 1946 г. – Джани Версаче, италиански моден дизайнер († 1997 г.)
- 1954 г. – Славка Калчева, българска народна певица
- 1954 г. – Евгений Михайлов, български режисьор
- 1957 г. – Каролин Христова-Бакърджиева, български изкуствовед
- 1957 г. – Любомир Фръчковски, македонски юрист и политик
- 1958 г. – Огнян Минчев, български политолог
- 1960 г. – Милена Живкова, българска актриса
- 1961 г. – Дорон Рабиновичи, израело-австрийски писател
- 1962 г. – Владо Бучковски, македонски политик
- 1962 г. – Кардам Сакскобургготски, български княз 2015
- 1963 г. – Валери Иванов, български поет
- 1968 г. – Люси Лиу, американска актриса от китайски произход
- 1971 г. – Франческо Толдо, италиански футболист
- 1973 г. – Моника Селеш, американска тенисистка от югославски унгарски произход
- 1973 г. – Ян Улрих, германски колоездач
- 1978 г. – Красимир Захов, български плувец
- 1978 г. – Нели Фуртадо, канадска певица с португалски произход
- 1981 г. – Бритни Спиърс, американска певица
- 1984 г. – Петер Мате, унгарски футболист
- 1987 г. – Мариана Торес, мексиканска актриса

## Починали
- 1469 г. – Пиеро ди Козимо Медичи, италиански благородник (* 1416 г.)
- 1547 г. – Ернан Кортес, испански конкистадор (* 1485 г.)
- 1594 г. – Герардус Меркатор, фламандски картограф (* 1512 г.)
- 1814 г. – Донасиен Алфонс Франсоа дьо Сад, френски маркиз и писател (* 1740 г.)
- 1815 г. – Ян Потоцки, полски писател (* 1761 г.)
- 1859 г. – Джон Браун, американски аболиционист (* 1800 г.)
- 1889 г. – Алайос Кароли, унгарски дипломат (* 1825 г.)
- 1895 г. – Петър Димитров, български просветен деец (* 1841 г.)
- 1918 г. – Едмон Ростан, френски драматург (* 1868 г.)
- 1919 г. – Ивлин Ууд, британски фелдмаршал (* 1838 г.)
- 1926 г. – Александър Фок, руски военен деец (* 1843 г.)
- 1944 г. – Филипо Томазо Маринети, италиански писател (* 1876 г.)
- 1945 г. – Велко Думев, български революционер (* 1869 г.)
- 1959 г. – Иван Георгиев, български агроном (* 1897 г.)
- 1966 г. – Иван Потиров, български революционер (* 1865 г.)
- 1969 г. – Климент Ворошилов, руски и съветски военачалник (* 1881 г.)
- 1980 г. – Ромен Гари, френски писател (* 1914 г.)
- 1982 г. – Джовани Ферари, италиански футболист (* 1907 г.)
- 1984 г. – Константин Димчев, български актьор (* 1933 г.)
- 1985 г. – Филип Ларкин, американски писател (* 1922 г.)
- 1990 г. – Аарън Коплънд, американски композитор (* 1900 г.)
- 1993 г. – Пабло Ескобар, колумбийски наркобос (* 1949 г.)
- 2008 г. – Леон Даниел, български режисьор (* 1927 г.)

## Празници
- ООН – Международен ден, напомнящ за премахването на робството
- Лаос – Ден на републиката (1975 г., национален празник)
- Обединени арабски емирства – Годишнина от създаването на федерацията (1971 г., национален празник)